# San Juan Zitlaltepec
San Juan Zitlaltepec, eller enbart Zitlaltepec är en stad i Mexiko, tillhörande kommunen Zumpango i delstaten Mexiko. San Juan Zitlaltepec ligger i den centrala delen av landet och tillhör Mexico Citys storstadsområde. Staden hade 19 900 invånare vid folkräkningen 2010, och är kommunens näst största ort sett till befolkning.
San Juan Zitlaltepec ligger på norra sidan av vattenmagasinet och tidigare sjön Laguna de Zumpango.

## Galleri

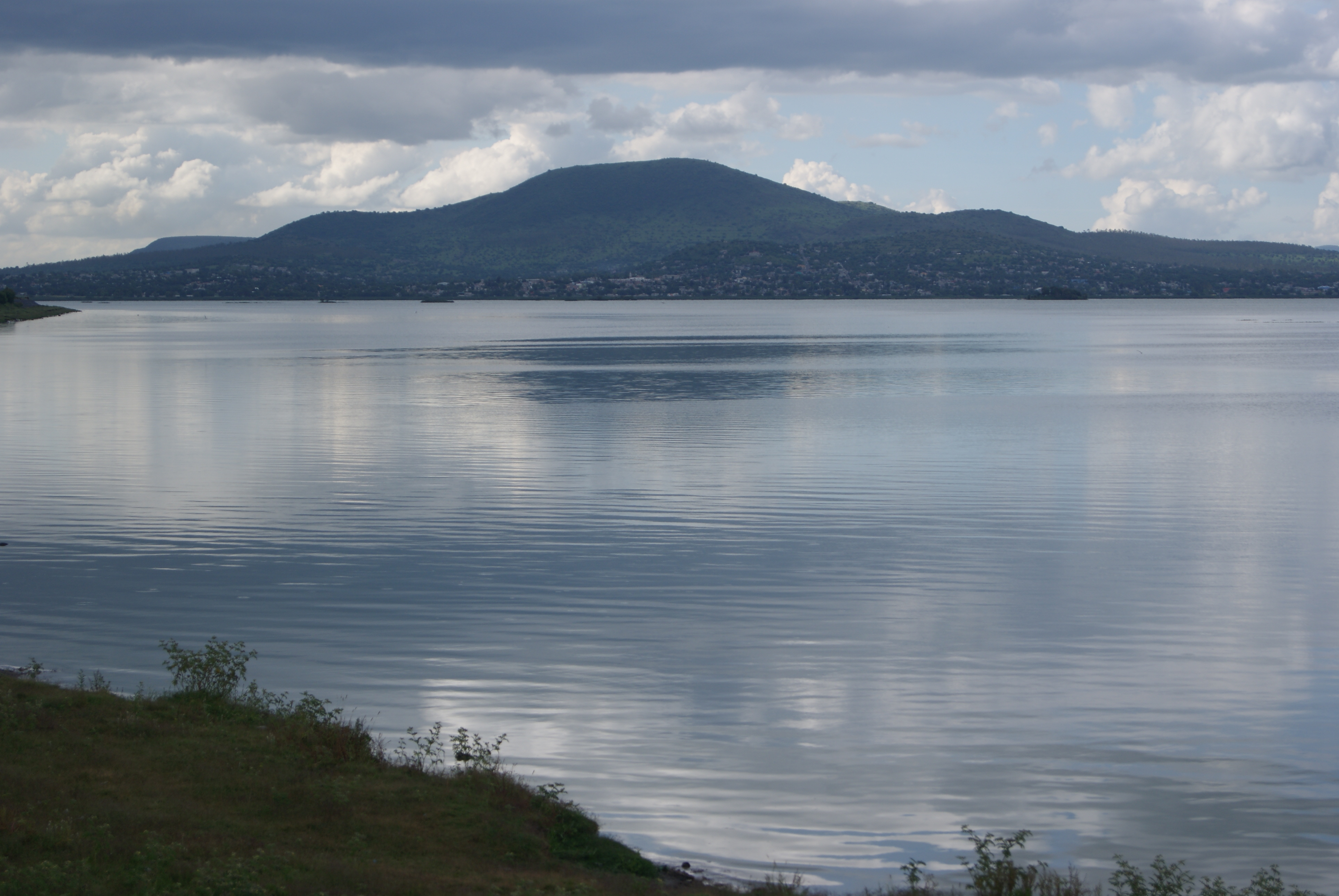